# Uniwersytet Maine
Uniwersytet Maine (ang. University of Maine) – amerykańska uczelnia publiczna znajdująca się w Orono w stanie Maine. 
Instytucję założono w 1862 dzięki ustawie Morrilla, podpisanej przez Abrahama Lincolna. Początkowo funkcjonowała pod nazwą Maine State College of Agriculture, a obecną otrzymała w 1897.
Zbiory biblioteki uniwersyteckiej (Raymond H. Fogler Library) liczą około miliona pozycji książkowych. Jesienią 2016 liczba studentów wynosiła 11 219.
Uczelniane drużyny sportowe noszą nazwę Maine Black Bears i występują w NCAA Division I. Najbardziej utytułowany jest zespół hokeja na lodzie, który dwukrotnie zdobył mistrzostwo NCAA.